# Enneboeus ovalis
Enneboeus ovalis is een keversoort uit de familie Archeocrypticidae. De wetenschappelijke naam van de soort werd in 1878 gepubliceerd door Charles Owen Waterhouse.